# Tina Maze
Klementina Maze detta Tina (Slovenj Gradec, 2 maggio 1983) è un'ex sciatrice alpina slovena.
Campionessa olimpica nella discesa libera e nello slalom gigante a Soči 2014, nel suo palmarès vanta anche quattro ori iridati, una Coppa del Mondo generale e due Coppe di specialità.
Dopo aver ottenuto i primi risultati di rilievo nello slalom gigante, nella sua carriera ha in seguito conquistato vittorie anche nelle restanti specialità, tanto da entrare del ristretto gruppo di sciatrici che sono state in grado di ottenere successi in tutte le specialità. È stata portabandiera della Slovenia durante la cerimonia di apertura dei XXI Giochi olimpici invernali di Vancouver 2010.

## Biografia
Nata a Slovenj Gradec da genitori residenti a Prevalje, durante l'infanzia si è trasferita a Črna na Koroškem.

### Stagioni 1999-2001
La Maze, attiva in gare FIS dal novembre del 1998, ha esordito appena quindicenne in Coppa del Mondo il 2 gennaio 1999, a Maribor, senza completare lo slalom gigante. Poche settimane dopo ha debuttato anche in Coppa Europa, il 21 gennaio a Rogla, nuovamente senza terminare uno slalom gigante.
Sempre in slalom gigante ha ottenuto le sue due vittore in Coppa Europa (la prima, nonché primo podio, il 10 dicembre 1999 a Limone Piemonte, la seconda l'8 gennaio 2000 a Rogla), i primi punti in Coppa del Mondo, il 28 ottobre 2000 a Sölden (24ª), e il primo piazzamento tra le prime dieci nel massimo circuito internazionale, il 6 gennaio 2001 a Maribor (10ª). Nella sua prima partecipazione iridata, Sankt Anton 2001, si è classificata 32ª nel supergigante, 22ª nello slalom gigante e 16ª nello slalom speciale.

### Stagioni 2002-2005
Ha centrato il primo podio in Coppa del Mondo il 4 gennaio 2002, ancora una volta a Maribor in slalom gigante (2ª); in seguito ha esordito ai Giochi olimpici invernali, a Salt Lake City 2002, terminando 12ª nello slalom gigante. Il 26 ottobre di quello stesso anno ha conseguito la prima vittoria in Coppa del Mondo, a Sölden in slalom gigante; nel 2003 ha ottenuto il suo ultimo podio in Coppa Europa, il 27 febbraio a Innerkrems in supergigante (2ª), e ai successivi Mondiali di Sankt Moritz è stata 5ª nello slalom gigante e non ha concluso lo slalom speciale.
Due anni dopo ai Mondiali di Bormio/Santa Caterina Valfurva è stata 6ª nel supergigante, 10ª nella combinata e non ha portato a termine lo slalom gigante e lo slalom speciale. In Coppa del Mondo a fine stagione è risultata per la prima volta tra le prime dieci della classifica generale (10ª), con tre vittorie e cinque podi complessivi.

### Stagioni 2006-2009
Ai XX Giochi olimpici invernali di Torino 2006 si è classificata 39ª nel supergigante e 12ª nello slalom gigante, mentre durante la stagione successiva, ai Mondiali di Åre, ha ottenuto il 14º posto nel supergigante, il 22º nello slalom gigante e non ha completato lo slalom speciale e la supercombinata. L'anno dopo, il 2 febbraio 2008, a sorpresa ha vinto la discesa libera di Sankt Moritz partendo con il numero 47, grazie anche alle condizioni variabili della pista che avevano inciso sull'andamento della gara.
Dalla stagione 2008-2009 la Maze è stata seguita da un gruppo privato di allenatori, capitanato dal suo fidanzato Andrea Massi e che ha compreso anche Andrej Perovšek e Livio Magoni. Convocata per i Mondiali del 2009 di Val-d'Isère, si è aggiudicata la medaglia d'argento nello slalom gigante, giungendo alle spalle della tedesca Kathrin Hölzl, e si è classificata 14ª nella discesa libera, 5ª nel supergigante e non ha concluso la supercombinata. Quell'anno in Coppa del Mondo è stata 6ª classifica generale, con due vittorie e cinque podi complessivi.

### Stagioni 2010-2011
Nel 2010 è stata chiamata a rappresentare il suo Paese ai XXI Giochi olimpici invernali di Vancouver 2010, in occasione dei quali è stata anche portabandiera durante la cerimonia d'apertura. In terra canadese la slovena è riuscita a vincere la medaglia d'argento nel supergigante e nello slalom gigante, giungendo alle spalle di Andrea Fischbacher nel primo caso e di Viktoria Rebensburg nel secondo. Si è inoltre classificata 18ª nella discesa libera, 9ª nello slalom speciale e 5ª nella supercombinata, mentre in Coppa del Mondo è stata 4ª classifica generale, con tre podi (una vittoria).

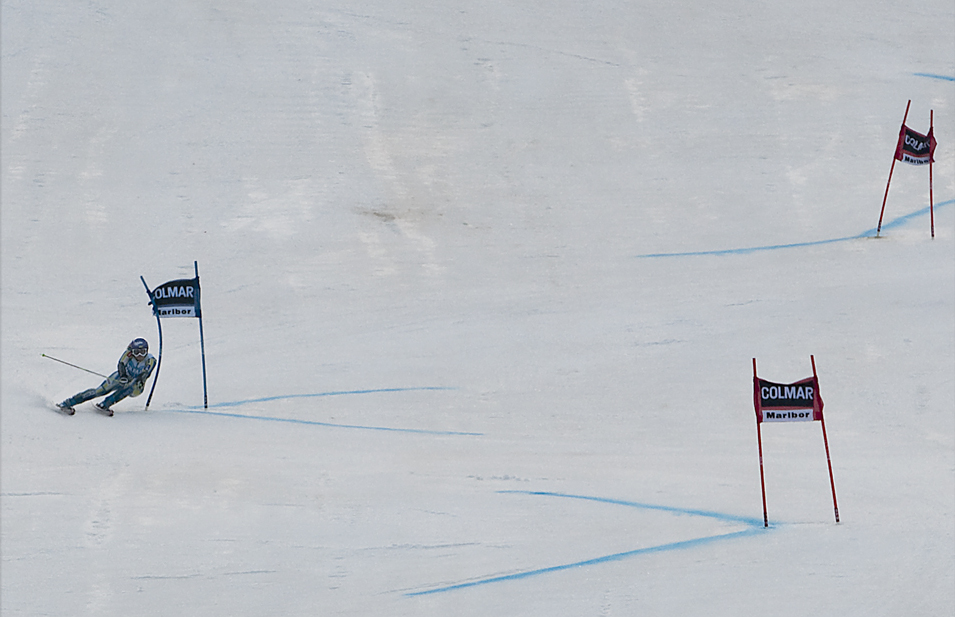
La Maze in gara nello slalom gigante di Maribor del 2011

Nel 2011 ai Mondiali di Garmisch-Partenkirchen ha conquistato la medaglia d'argento nella supercombinata, battuta solo dall'austriaca Anna Fenninger, mentre nello slalom gigante si è aggiudicata il primo oro della carriera davanti all'italiana Federica Brignone e alla francese Tessa Worley; è stata inoltre 5ª nella discesa libera, 11ª nel supergigante e 5ª nello slalom speciale. Alla fine della stagione 2011 è arrivata terza nella classifica generale di Coppa del Mondo, preceduta solo dalla vincitrice Maria Riesch e da Lindsey Vonn; i suoi podi sono stati otto, con due vittorie.

### Stagioni 2012-2013
Nella stagione 2012, grazie anche a dieci podi (sei secondi e quattro terzi posti), con 1 402 punti si è classificata seconda in classifica generale, preceduta da Lindsey Vonn. L'anno dopo, il 13 gennaio 2013, con la vittoria nel supergigante di Sankt Anton am Arlberg è entrata a far parte del ristretto gruppo di sciatrici che sono state in grado di ottenere successi in tutte le specialità. Il 26 gennaio 2013, giungendo seconda nello slalom gigante di Maribor vinto da Lindsey Vonn, ha conquistato con due gare d'anticipo la Coppa del Mondo di slalom gigante, prima coppa di cristallo di specialità della sua carriera.
Ai successivi Mondiali, tenutesi in febbraio a Schladming, si è laureata campionessa del mondo nel supergigante e ha vinto la medaglia d'argento nello slalom gigante e nella supercombinata; è stata inoltre 7ª nella discesa libera e 5ª nello slalom speciale. Il 24 febbraio 2013 la sciatrice, vincendo la supercombinata di Méribel, si è aggiudicata la Coppa del Mondo generale con nove gare di anticipo, trofeo vinto per la prima volta da uno sportivo sloveno, cui si avrebbe aggiunto anche la coppa di cristallo di supergigante. Con il successo nella discesa libera di Garmisch-Partenkirchen del 2 marzo la Maze è diventata la terza atleta al mondo a vincere in tutte le specialità in una sola stagione (prima di lei ci erano riuscite Petra Kronberger nel 1991 e Janica Kostelić nel 2006). Ha concluso la stagione con 2 414 punti complessivi fissando il nuovo record assoluto in Coppa del Mondo, stabilendo anche il primato di podi in una sola stagione, ventiquattro (undici vittorie, sette secondi posti e sei terzi posti), e quello del maggior distacco inflitto alla seconda classificata (Maria Riesch): 1 313 punti.

### Stagioni 2014-2017
Nella stagione 2014 in Coppa del Mondo non ha replicato i risultati conseguiti nell'annata precedente, salendo solo saltuariamente sul podio. Ha ottenuto la prima vittoria stagionale nella discesa libera di Cortina d'Ampezzo del 25 gennaio, preludio al successo olimpico di Soči 2014, sua ultima presenza olimpica: nella gara d'esordio si è piazzata ai piedi del podio nella supercombinata vinta da Maria Riesch, mentre il 12 febbraio si è aggiudicata, ex aequo con l'elvetica Dominique Gisin, la discesa libera, vincendo così il suo primo oro olimpico. Il 18 febbraio ha bissato il successo vincendo la medaglia d'oro anche nello slalom gigante; si è inoltre classificata 5ª nel supergigante e 8ª nello slalom speciale.
Nella stagione successiva ai Mondiali di Vail/Beaver Creek 2015, suo congedo iridato, si è aggiudicata la medaglia d'argento nel supergigante il 3 febbraio e due ori consecutivi nelle gare successive, la discesa libera e la combinata; si è inoltre classificata 5ª nello slalom gigante e 8ª nello slalom speciale. In Coppa del Mondo ha chiuso la stagione al 2º posto nella classifica generale, staccata di 22 punti dalla Fenninger, dopo aver conquistato 13 podi con 3 vittorie: tra questi la sua ultima vittoria, il 12 dicembre a Åre in slalom gigante, e il suo ultimo podio, il 22 marzo a Méribel nella medesima specialità (3ª). Inattiva da allora, Tina Maze ha disputato ancora un'ultima gara di Coppa del Mondo il 7 gennaio 2017, lo slalom gigante di Maribor che non ha completato.

## Palmarès

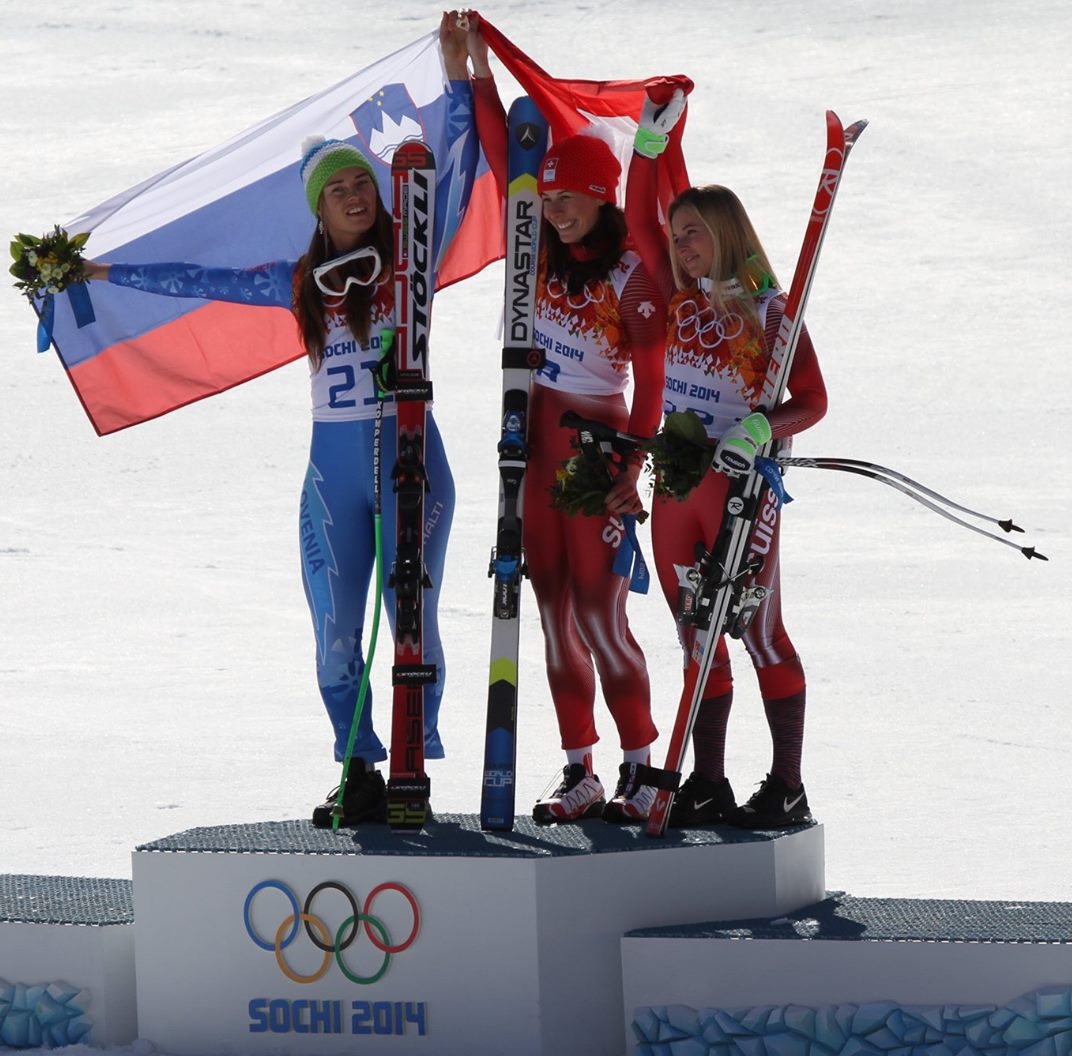
Tina Maze (oro, a sinistra) con la bandiera della Slovenia sul podio della discesa libera di assieme alle svizzere Dominique Gisin (oro ex aequo, al centro) e Lara Gut (bronzo, a destra)

### Olimpiadi
- 4 medaglie:
  - 2 ori (discesa libera, slalom gigante a Soči 2014)
  - 2 argenti (supergigante, slalom gigante a Vancouver 2010)

### Mondiali
- 9 medaglie:
  - 4 ori (slalom gigante a Garmisch-Partenkirchen 2011; supergigante a Schladming 2013; discesa libera, combinata a Vail/Beaver Creek 2015)
  - 5 argenti (slalom gigante a Val-d'Isére 2009; supercombinata a Garmisch-Partenkirchen 2011; slalom gigante, supercombinata a Schladming 2013; supergigante a Vail/Beaver Creek 2015)

### Coppa del Mondo
- Vincitrice della Coppa del Mondo nel 2013
- Vincitrice della Coppa del Mondo di supergigante nel 2013
- Vincitrice della Coppa del Mondo di slalom gigante nel 2013
- Vincitrice della classifica di combinata nel 2013
- 81 podi:
  - 26 vittorie
  - 28 secondi posti
  - 27 terzi posti

#### Coppa del Mondo - vittorie
| Data             | Località                | Paese       | Specialità |
| ---------------- | ----------------------- | ----------- | ---------- |
| 26 ottobre 2002  | Sölden                  | Austria     | GS         |
| 22 dicembre 2004 | Sankt Moritz            | Svizzera    | GS         |
| 8 gennaio 2005   | Santa Caterina Valfurva | Italia      | GS         |
| 22 gennaio 2005  | Maribor                 | Slovenia    | GS         |
| 22 ottobre 2005  | Sölden                  | Austria     | GS         |
| 2 febbraio 2008  | Sankt Moritz            | Svizzera    | DH         |
| 10 gennaio 2009  | Maribor                 | Slovenia    | GS         |
| 14 marzo 2009    | Åre                     | Svezia      | GS         |
| 11 marzo 2010    | Garmisch-Partenkirchen  | Germania    | GS         |
| 4 marzo 2011     | Tarvisio                | Italia      | SC         |
| 18 marzo 2011    | Lenzerheide             | Svizzera    | SL         |
| 27 ottobre 2012  | Sölden                  | Austria     | GS         |
| 24 novembre 2012 | Aspen                   | Stati Uniti | GS         |
| 7 dicembre 2012  | Sankt Moritz            | Svizzera    | SC         |
| 9 dicembre 2012  | Sankt Moritz            | Svizzera    | GS         |
| 16 dicembre 2012 | Courchevel              | Francia     | GS         |
| 13 gennaio 2013  | Sankt Anton am Arlberg  | Austria     | SG         |
| 27 gennaio 2013  | Maribor                 | Slovenia    | SL         |
| 24 febbraio 2013 | Méribel                 | Francia     | SC         |
| 2 marzo 2013     | Garmisch-Partenkirchen  | Germania    | DH         |
| 10 marzo 2013    | Ofterschwang            | Germania    | SL         |
| 17 marzo 2013    | Lenzerheide             | Svizzera    | GS         |
| 25 gennaio 2014  | Cortina d'Ampezzo       | Italia      | DH         |
| 15 novembre 2014 | Levi                    | Finlandia   | SL         |
| 5 dicembre 2014  | Lake Louise             | Canada      | DH         |
| 12 dicembre 2014 | Åre                     | Svezia      | GS         |

Legenda:

DH = discesa libera

SG = supergigante

GS = slalom gigante

SL = slalom speciale

SC = supercombinata

### Coppa Europa
- Miglior piazzamento in classifica generale: 7ª nel 2000
- 6 podi:
  - 2 vittorie (in slalom gigante)
  - 2 secondi posti
  - 2 terzi posti

#### Coppa Europa - vittorie
| Data             | Località        | Paese    | Specialità |
| ---------------- | --------------- | -------- | ---------- |
| 10 dicembre 1999 | Limone Piemonte | Italia   | GS         |
| 8 gennaio 2000   | Rogla           | Slovenia | GS         |

Legenda:

GS = slalom gigante

### Nor-Am Cup
- Miglior piazzamento in classifica generale: 42ª nel 2000
- 1 podio:
  - 1 secondo posto

### Campionati sloveni
- 15 medaglie[9]:
  - 9 ori (supergigante, slalom gigante nel 2002; slalom gigante nel 2003; slalom gigante nel 2004; supergigante, slalom gigante nel 2009; slalom gigante nel 2010; slalom speciale nel 2011; slalom gigante nel 2012)
  - 3 argenti (supergigante, slalom gigante nel 2000; slalom speciale nel 2004)
  - 3 bronzi (slalom speciale nel 2001; slalom speciale nel 2002; slalom speciale nel 2006)

## Statistiche

### Podi in Coppa del Mondo
| 1º     | 2º                     | 3º                     | 1º                     | 2º                     | 3º                     | 1º                     | 2º                     | 3º                     | 1º                     | 2º                     | 3º                     | 1º                     | 2º                     | 3º                     | 1º                     | 2º                     | 3º                     |                        |                        |                        |                        |                        |
| 1999   |                        |                        |                        |                        |                        |                        |                        |                        |                        |                        |                        |                        |                        |                        |                        |                        |                        |                        | 0                      |                        |                        |                        |
| 2000   |                        |                        |                        |                        |                        |                        |                        |                        |                        |                        |                        |                        |                        |                        |                        |                        |                        |                        | 0                      |                        |                        |                        |
| 2001   |                        |                        |                        |                        |                        |                        |                        |                        |                        |                        |                        |                        |                        |                        |                        |                        |                        |                        | 0                      |                        |                        |                        |
| 2002   |                        |                        |                        |                        |                        |                        |                        | 1                      |                        |                        |                        |                        |                        |                        |                        |                        |                        |                        | 1                      |                        |                        |                        |
| 2003   |                        |                        |                        |                        |                        |                        | 1                      |                        |                        |                        |                        |                        |                        |                        |                        |                        |                        |                        | 1                      |                        |                        |                        |
| 2004   |                        |                        |                        |                        |                        |                        |                        | 1                      |                        |                        |                        |                        |                        |                        |                        |                        |                        |                        | 1                      |                        |                        |                        |
| 2005   |                        |                        |                        |                        |                        | 2                      | 3                      |                        |                        |                        |                        |                        |                        |                        |                        |                        |                        |                        | 5                      |                        |                        |                        |
| 2006   |                        |                        |                        |                        | 1                      |                        | 1                      |                        | 1                      |                        |                        |                        |                        |                        |                        |                        |                        |                        | 3                      |                        |                        |                        |
| 2007   |                        |                        |                        |                        |                        |                        |                        |                        |                        |                        |                        |                        |                        |                        |                        |                        |                        |                        | 0                      |                        |                        |                        |
| 2008   | 1                      |                        |                        |                        |                        |                        |                        |                        |                        |                        |                        |                        |                        |                        |                        |                        |                        |                        | 1                      |                        |                        |                        |
| 2009   |                        | 1                      |                        |                        |                        | 2                      | 2                      |                        |                        |                        |                        |                        |                        |                        |                        |                        |                        |                        | 5                      |                        |                        |                        |
| 2010   |                        |                        |                        |                        |                        |                        | 1                      | 1                      |                        |                        | 1                      |                        |                        |                        |                        |                        |                        |                        | 3                      |                        |                        |                        |
| 2011   |                        | 1                      |                        |                        |                        |                        |                        |                        | 1                      | 1                      |                        | 2                      | 1                      | 1                      |                        |                        | 1                      |                        | 8                      |                        |                        |                        |
| 2012   |                        |                        | 1                      |                        | 1                      | 1                      |                        | 2                      | 1                      |                        | 2                      | 1                      |                        | 1                      |                        |                        |                        |                        | 10                     |                        |                        |                        |
| 2013   | 1                      | 1                      |                        | 1                      | 2                      | 1                      | 5                      | 3                      | 1                      | 2                      |                        | 4                      | 2                      |                        |                        |                        | 1                      |                        | 24                     |                        |                        |                        |
| 2014   | 1                      | 1                      | 1                      |                        |                        | 1                      |                        |                        | 1                      |                        |                        | 1                      |                        |                        |                        |                        |                        |                        | 6                      |                        |                        |                        |
| 2015   | 1                      |                        | 1                      |                        | 2                      | 3                      | 1                      |                        | 1                      | 1                      | 2                      |                        |                        | 1                      |                        |                        |                        |                        | 13                     |                        |                        |                        |
| 2016   | stagione non disputata | stagione non disputata | stagione non disputata | stagione non disputata | stagione non disputata | stagione non disputata | stagione non disputata | stagione non disputata | stagione non disputata | stagione non disputata | stagione non disputata | stagione non disputata | stagione non disputata | stagione non disputata | stagione non disputata | stagione non disputata | stagione non disputata | stagione non disputata | stagione non disputata | stagione non disputata | stagione non disputata | stagione non disputata |
| 2017   |                        |                        |                        |                        |                        |                        |                        |                        |                        |                        |                        |                        |                        |                        |                        |                        |                        |                        | 0                      |                        |                        |                        |
| Totale | 4                      | 4                      | 3                      | 1                      | 6                      | 10                     | 14                     | 8                      | 6                      | 4                      | 5                      | 8                      | 3                      | 3                      | 0                      | 0                      | 2                      | 0                      | 81                     |                        |                        |                        |
| Totale | 11                     | 11                     | 11                     | 17                     | 17                     | 17                     | 28                     | 28                     | 28                     | 17                     | 17                     | 17                     | 6                      | 6                      | 6                      | 2                      | 2                      | 2                      | 81                     |                        |                        |                        |